# Ähtärinjärvi
Le lac Ähtärinjärvi (finnois : Ähtärinjärvi) est un lac situé à Ähtäri, Soini et Alajärvi en Finlande,.

## Présentation
Le lac a une superficie de 39,9 km2 et une altitude de 153,5 mètres.
Il y a 11 lacs ou étangs dans l'entourage du lac Ähtäri qui s'écoulent directement ou indirectement dans le lac. Les plus importants d'entre eux sont Lehtilampi (3 ha) et Vallarinlampi (2 ha), au nord-ouest du lac, Luodeslampi (2 ha), Kaamatti (6 ha) et Hanhilampi (2 ha), tandis que Karvalampi (32 ha) (15 hectares), Ohenlampi (7 hectares) et Paskolampi (1 hectare), ainsi que Korelampi (10 hectares) et Vasamanlampi (2 hectares), à l'extrémité sud-est.